# Playa Hermosa

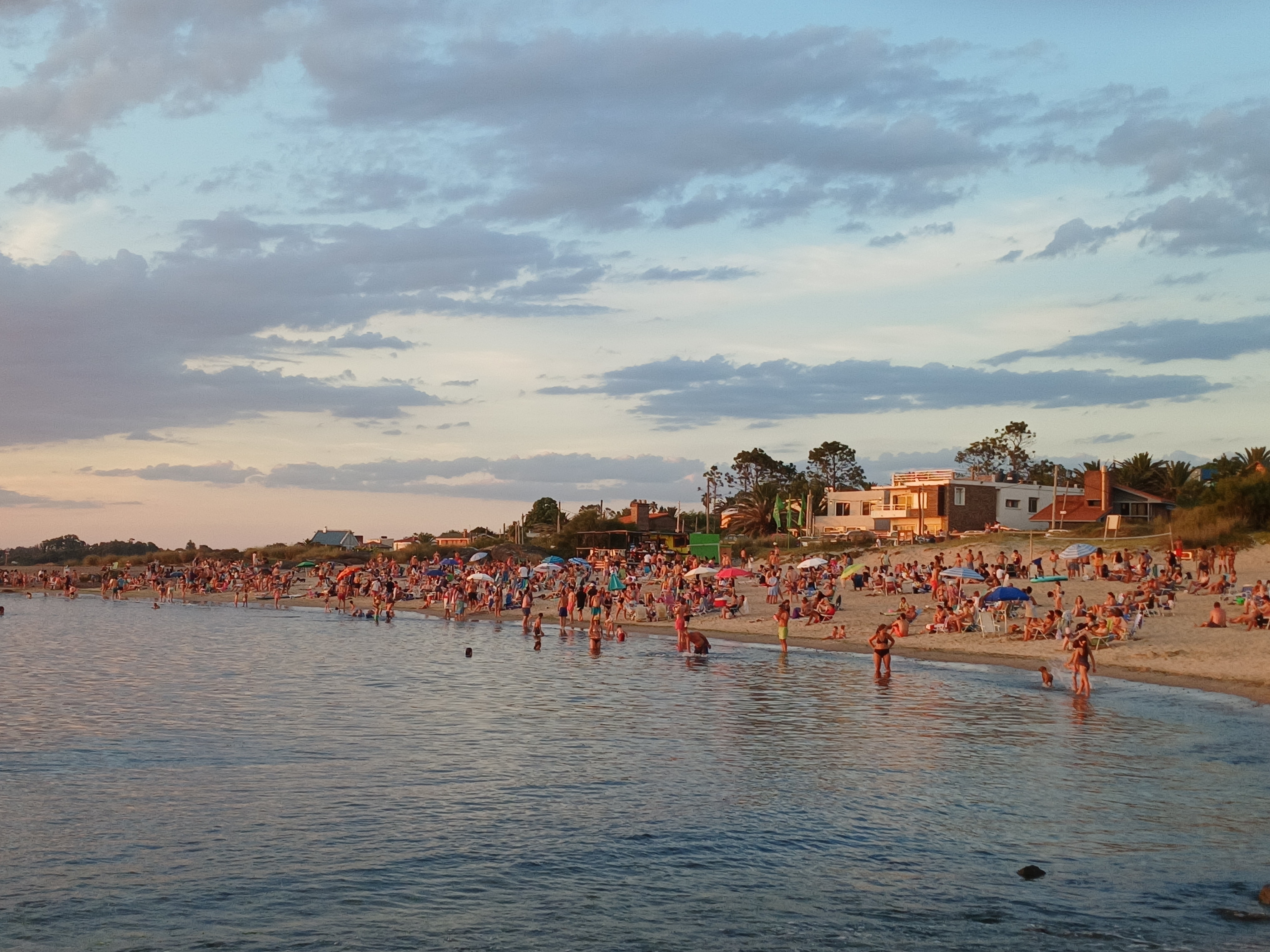
Playa Hermosa (2024)

Playa Hermosa ist eine Ortschaft in Uruguay.

## Geographie
Sie befindet sich auf dem Gebiet des Departamento Maldonado in dessen Sektor 5. Playa Hermosa grenzt dabei im Südwesten an die Küste des Río de la Plata, während im Südosten Playa Grande anschließt und nordwestlich Playa Verde gelegen ist.

## Einwohner
Playa Hermosa hatte 2011 611 Einwohner, davon 306 männliche und 305 weibliche.
| Jahr | Einwohner |
| ---- | --------- |
| 1963 | 77        |
| 1975 | 121       |
| 1985 | 155       |
| 1996 | 302       |
| 2004 | 382       |
| 2011 | 611       |